# Creu de terme d'Abrera
La Creu de terme d'Abrera és una obra gòtica d'Abrera (Baix Llobregat) inclosa a l'Inventari del Patrimoni Arquitectònic de Catalunya.

## Descripció
Aquesta creu de terme es troba a l'entrada del poble d'Abrera. S'alça sobre una base circular de pedra granítica amb tres graons. La columna, octogonal, aguanta una creu que té als extrems dels braços noves creus. En un costat té una imatge de Jesucrist crucificat i a l'altre una representació de la Mare de Déu. A sota, a mode de capitell, es troben les figures de Sant Antoni abat, Sant Jordi i Sant Llorenç, així com un escut format per una flor de llis i dos ocells. A la base de la creu hi ha una inscripció que assenyala que va ser feta per Roc Saller.

## Història
Originalment sembla que aquesta creu estava situada a l'Hostal de la Creu de Martorell. El 1936 va ser trencada i es va restaurar el 1954.